# Alina Vaz
Alina de Moura Guerreiro Vaz, mais conhecida por Alina Vaz (Faro, 19 de janeiro de 1936 – Vale de Lobos, Almargem do Bispo, Pero Pinheiro e Montelavar, Sintra, 10 de novembro de 2024), foi uma atriz portuguesa.

## Percurso
Natural do Algarve, nasceu em Faro no dia 19 de Janeiro de 1936, mas cedo se radica em Lisboa. 
Como actriz fez parte do elenco de diversas companhias, nomeadamente, do Teatro do Povo (dirigida por Francisco Ribeiro), Teatro Nacional Dª Maria II (dirigida por Amélia Rey-Colaço), Teatro Alegre de Lisboa (dirigida por Henrique Santana), Teatro Experimental do Porto (sob direcção de António Pedro) e de o  Teatro Experimental de Cascais (sob a direcção de Carlos Avilez), Companhia Laura Alves, Companhia da Estufa Fria (direcção de Augusto Figueiredo), Teatro Nacional Popular (direcção de Carlos Wallenstein e Norberto Barroca), Companhia Raúl Solnado (dirigida por Paulo Renato), Teatro Repertório (onde assumiu a direcção com Armando Cortez), Teatro Ibérico (sob a direcção de Xosé Blanco Gil), Seiva Trupe e “A Comuna” (direcção de João Mota).
Para além do curso do Conservatório Nacional, frequentou vários cursos de aperfeiçoamento da técnica teatral, nomeadamente com Peter Brooks.
Estreia-se, ainda aluna do Conservatório, na peça “Rei Lear” com encenação de Francisco Ribeiro em 1955. Tem apenas 19 anos. Em 1959 participa na peça “Os Comediantes” com encenação de Robles Monteiro. No ano seguinte inicia-se na Companhia de Teatro Alegre, dirigida por Henrique Santana, na comédia “Com jeito vai, Virgínia”.  
Durante dois anos interpreta teatro na televisão, retornando em 1963 à Companhia de Teatro Alegre, integrada no elenco da farsa “Daqui fala o morto”, depois de uma curta passagem pela Companhia de comédias de Giuseppe Bastos. Daí para cá têm sido inúmeras as peças onde participou, algumas delas que estiveram em cartaz vários meses e até anos, designadamente “Divinas palavras”, “A mulher de roupão”, “O gato”, “Criada para todo o serviço”, “A pobre milionária”, “A Preguiça”, “Empresta-me o teu apartamento”, “A flor do cacto”, “A mala de Bernadette”.
Em 1968 largou a companhia de Laura Alves e Vasco Morgado, e foi para o TEP (Teatro Experimental do Porto) com metade do ordenado que tinha, pois queria fazer outro tipo de teatro. 
Realizou várias digressões tanto em Portugal como no estrangeiro, destacando-se a sua participação no Festival Cerventino (México), Festival El Paso (México) e no Festival Rainha Sofia (Espanha).
“Georges Dadin” (com encenação de Jacinto Ramos), “Jesus Cristo em Lisboa" (encenação de Carlos Wallenstein), “Leonor, maravilhosamente rainha” (encenação de Norberto Barroca), “Agnus Dei” (com encenação de Bento Martins), “Barca sem pescador” (encenação de Couto Viana) foram outras das peças em que participou.
Com encenação de Carlos Avilez participou, entre outras peças, em “Auto da Barca do Inferno”, “Auto da Feira”, “Fuenteovejuna”, “A maluquinha de Arroios”, “Ivone, princesa da Borgonha”, e “Ópera dos três vinténs”.
Fez parte do elenco de “Auto da Índia”, “Orquídeas à luz do luar”, “O Fim” e “A Castro”, peças encenadas por Xosé Blanco Gil.
Em 2005, com 69 anos e 50 anos de carreira, estreou em Algés, com o actor Alberto Villar, a peça “Love letters”. Em março de 2009, com Tózé Martinho, faz no Algarve “As calcinhas amarelas” (encenação de Luís Zagallo). Tem então 73 anos, mais de 50 anos de carreira, e continua a trabalhar.
No cinema começou em 1958, com pequenos apontamentos em “A costureirinha da Sé”, do realizador Manuel Guimarães, e “O homem do dia”, de Henrique Campos. Fez parte do elenco de várias outras películas, nomeadamente, “As Pupilas do Senhor Reitor” de Perdigão Queiroga, “O ladrão de quem se fala” de Henrique Campos e, deste mesmo realizador, “A maluquinha de Arroios”. Participou também nas películas “Sol e toiros“ de Augusto Fraga, “Uma vida normal” de Joaquim Leitão e “A recompensa” de Artur Duarte. Tem ainda assinalável participação em várias filmografias estrangeiras. 
Quando a televisão nasceu, deu cartas nalgumas das primeiras telenovelas nacionais. Para além de fazer parte do elenco de muitas peças para televisão, participou em várias séries e telenovelas, nomeadamente “Chuva na areia”, “Enquanto os dias passam”, “Milongo”, “Senhora das Águas”, “Passerelle”, “Ajuste de contas”, “Olhos de água”, “Amanhecer” ou “Malucos do riso”.
Mais tarde foi presença regular nas séries de Camilo de Oliveira, sendo a sua última aparição na série Camilo o Presidente, em 2011.
Foi constante o seu trabalho na rádio quer como intérprete de peças e folhetins quer como adaptadora de vários romances e contos para peças radiofónicas.
Morreu aos 88 anos no dia 10 de novembro de 2024, numa casa de repouso em Vale de Lobos, união das freguesias de Almargem do Bispo, Pero Pinheiro e Montelavar, no concelho de Sintra.

## Televisão
| Ano  | Projeto                       | Personagem         | Canal | Notas     |
| ---- | ----------------------------- | ------------------ | ----- | --------- |
| 1957 | Monólogo do Vaqueiro          | Donzela            | RTP   |           |
| 1958 | Enquanto os Dias Passam       |                    | RTP   | série     |
| 1961 | Suave Milagre                 |                    | RTP   |           |
| 1961 | Mexericos                     |                    | RTP   |           |
| 1961 | As Aventuras de Eva           |                    | RTP   | série     |
| 1963 | Carmosina                     | Carmosina          | RTP   |           |
| 1976 | Alves e Companhia             | Margarida          | RTP   |           |
| 1980 | Retalhos da Vida de um Médico |                    | RTP   | série     |
| 1985 | Chuva na Areia                | Odete Ferreira     | RTP   | novela    |
| 1988 | Passerelle                    |                    | RTP   | novela    |
| 1990 | Andam Ladrões Cá em Casa      |                    | RTP   |           |
| 1992 | Aqui D'El Rei!                | Costureira         | RTP   | telefilme |
| 1995 | A Pulga Atrás da Orelha       |                    | RTP   |           |
| 1996 | Camilo & Filho Lda.           | Nela               | SIC   | série     |
| 1997 | As Aventuras do Camilo        | Cândida            | SIC   | série     |
| 1997 | Cuidado com o Fantasma        |                    | SIC   | série     |
| 1998 | Bom Baião                     |                    | SIC   | série     |
| 1999 | Mãos à Obra                   |                    | RTP   | série     |
| 1999 | Os Malucos do Riso            | Várias Personagens | SIC   | série     |
| 2000 | Esquadra de Polícia           | mãe de Leonor      | RTP   | série     |
| 2000 | A Loja do Camilo              | Rafaela            | SIC   | série     |
| 2000 | A Noiva                       | Elvira             | SIC   | telefilme |
| 2001 | Super Pai                     | Augusta            | TVI   | série     |
| 2001 | Olhos de Água                 | Freira             | TVI   | novela    |
| 2001 | Ajuste de Contas              | Viscondessa        | RTP   | novela    |
| 2002 | A Senhora das Águas           | Marta              | RTP   | novela    |
| 2002 | Camilo, o Pendura             |                    | RTP   | série     |
| 2003 | Amanhecer                     | Diana Pais         | TVI   | novela    |
| 2003 | O Padre Camilo                |                    | TVI   |           |
| 2004 | Uma Aventura                  | Alzira             | SIC   | série     |
| 2005 | Camilo em Sarilhos            | Mariana            | SIC   | série     |
| 2011 | Camilo - O Presidente         | Elsa               | SIC   | série     |

## Teatro
| Ano       | Peça                                      | Teatro                         | Notas                   |
| --------- | ----------------------------------------- | ------------------------------ | ----------------------- |
| 1955      | Yerma                                     | Teatro da Trindade             | Teatro d'Arte de Lisboa |
| 1959      | Os Comediantes                            | Teatro Nacional D. Maria II    |                         |
| 1960      | A Mala de Bernardette                     | Teatro Avenida                 | [ 8 ]                   |
| 1961      | Com Jeito Vai... Virgínia                 | Teatro Avenida                 | [ 9 ]                   |
| 1961      | Criada Para Todo o Serviço                | Teatro Monumental              | [ 10 ]                  |
| 1962      | Um Menino Bem                             | Teatro Variedades              | com Eva Todor…          |
| 1962      | Antónia                                   | Teatro Variedades              | com Eva Todor…          |
| 1963      | Daqui Fala o Morto!                       | Teatro Monumental              | [ 13 ]                  |
| 1963      | O Gato                                    | Teatro Monumental              |                         |
| 1966      | A Mulher do Roupão                        | Teatro Capitólio               |                         |
| 1967      | Duas Pernas, Um Milhão                    | Teatro Capitólio               |                         |
| 1967      | A Flor do Cacto                           | Teatro Monumental              |                         |
| 1968-1969 | A Preguiça                                | Teatro Villaret                | [ 14 ]                  |
| 1970      | Pobre Milionária                          | Teatro Monumental              |                         |
| 1971      | A Barca Sem Pescador                      | Teatro da Estufa Fria          |                         |
| 1971      | Empresta-me o Teu Apartamento             | Teatro Variedades              |                         |
| 1974      | O Último Fado em Lisboa                   | Teatro Monumental              |                         |
| 1976      | Ópera dos Três Vinténs                    | Teatro Experimental de Cascais |                         |
| 1977      | Faustino Limitada, uma História de Lisboa | Teatro São Luiz                |                         |
| 1977      | Pato das Cantigas                         | Cinema do Terço                | Revista                 |
| 1978      | Jesus Cristo em Lisboa                    | Teatro São Luiz                |                         |
| 1979      | Leonor, Rainha Maravilhosamente           |                                |                         |
| 1979      | A Tocar É Que a Gente se Entende          | Teatro Monumental              | [ 15 ]                  |
| 1980      | A Gravata                                 | Teatro Monumental              |                         |
| 1982      | O Meu Rapaz é Rapariga                    | Teatro Maria Matos             |                         |
| 1985-1986 | Coronel em Dois Actos                     | Teatro Variedades              | [ 16 ]                  |
| 1988-1989 | Orquídeas à Luz da Lua                    | Teatro Ibérico                 |                         |
| 1989      | A Castro                                  | Teatro Ibérico                 | [ 17 ]                  |
| 1990      | O Fim                                     | Teatro Ibérico                 |                         |
| 1992      | O Animador                                | Seiva Trupe                    |                         |
| 1993      | Curva Perigosa                            | Teatro Villaret                |                         |
| 1994      | Auto da Barca do Inferno                  |                                |                         |
| 1995      | A Pulga Atrás da Orelha                   | Teatro da Comuna               |                         |
| 1996      | Logo à Noite, Meu Amor...                 | Teatro Maria Matos             |                         |
| 1998      | Aquele Retrato                            |                                |                         |
| 2003      | O Padre Camilo                            | Digressão                      |                         |
| 2005      | Love Letters                              |                                | [ 18 ]                  |
| 2006      | A Bruxinha Que Era Boa                    |                                |                         |
| 2009      | Calcinhas Amarelas                        | Digressão                      |                         |